# Донцов Матвій Олексійович
Матві́й Олексі́йович Донцо́в (26 листопада 1877, Золотоноша — 24 червня 1974, Ірпінь) — український радянський художник, живописець-пейзажист, член Товариства київських художників (1918), Асоціації художників Червоної України (1927—1931), Спілки художників України (1944).

## Біографія
Народився 26 листопада 1877 року в місті Золотоноша Полтавської губернії у селянській родині. У однорічному віці залишився без батька, мати наймитувала. Малювати навчився у богомазів, закінчив 6 класів навчання.
У 1906 році за відвідування таємних зборів і розповсюдження прокламацій заарештований, півтора року провів у в'язниці. Був звільнений «під нагляд поліції», на роботу його, як «політичного», не брали.
Навесні 1908 року виїхав на заробітки до Києва. Там потрапив на виставку художників-професіоналів. На виставці він познайомився з кількома художниками, зокрема з професором живопису В. К. Менком. За сприяння В. Менка вступив до Київського художнього училища, яке закінчив у 1913 році.
Після закінчення училища М. Донцов відвідував художні виставки, музеї, вивчав спеціальну літературу. Багато й наполегливо писав з натури.
У 1922 році переїхав до Полтави. Працював шкільним учителем, очолював художню студію при Палаці піонерів.
У 1941 році вийшов на пенсію. З 1944 до 1948 року працював у Золотоноші.
У 1949 році переїхав до Ірпеня під Києвом, де й помер 24 червня 1974 року.

## Творчість
Працював у галузі станкового живопису. За своє життя М. Донцов створив півтори тисячі картин.
Під час проживання в Золотоноші створив низку пейзажів, серед яких: «Ворскла», «Ранок», «Літо», «Пшениця ярова», «Затока».
М. Донцов неодноразово брав участь в республіканських (з 1927 року) та всесоюзних (з 1937 року) виставках. У 1957 році проведена перша персональна виставка митця.
Твори М. Донцова експонуються у художніх музеях Києва, Харкова, Полтави, Дніпропетровська, Лебедина, Миколаєва, у Закарпатській та Яготинській картинних галереях, Ірпінському історико-краєзнавчому музеї, численних приватних збірках. Багато робіт він подарував народним музеям Диканьки та інших сіл Полтавщини, школам.

### Краєвиди
- 1918 — «Інтер'єр»;
- 1923 — «На дачі»;
- 1924 — «Ніч. Після дощу», «Отава»;
- 1925 — «Ворскла»;
- 1933 — «На базар»;
- 1934 — «Буланівська гора»;
- 1935 — «Храм повітря. Кисловодськ»;
- 1937 — «Ліс у Брусії»;
- 1939 — «Ворскла»;
- 1946 — «Ворскла», «Ранок»;
- 1947 — «Літо», «Пшениця ярова», «Вітер»;
- 1948 — «Золота нива»;
- 1953 — «Старий ставок. Конча-Заспа»;
- 1956 — «Озеро Блуква»;
- 1959 — «Відлига»;
- 1960 — «Сніжна зима»;
- 1967 — «Осінь золотиста», «Річка Рось»;
- 1968 — «Золоті простори України»;
- 1970 — «Схід сонця взимку»;
- 1970 — «Рання весна».

### Натюрморти
- 1925 — «Сріблястий натюрморт»;
- 1930 — «Городина»;
- 1932 — «Бузок»;
- 1939 — «Сріблястий натюрморт»;
- 1940 — «Блакитний натюрморт»;
- 1953 — «Бузок»;
- 1956 — «Бузок», «Яблука і жоржини»;
- 1957 — «Жоржини», «Квіти і фрукти»;
- 1958 — «Яблука і жоржини»;
- 1959 — «Бузок», «Квіти і фрукти»;
- 1961 — «Мальви», «Великі жоржини», «Айстри на веранді».

## Дружні стосунки
Товаришував з Катериною Білокур, звертався до можновладців з проханням допомогти відремонтувати їй житло.
Дмитро Гнатюк відвідав Донцова у 1972 році в Ірпені та подарував йому платівку і фото з автографом.
У 1938 році художник Б. Піаніда створив «Портрет Матвія Донцова», що нині зберігається в Ірпінському історико-краєзнавчому музеї.